# Chatchai Boonnuk
Chatchai Boonnuk (thailändisch ชัชชัย บุญหนัก; * 27. Juni 2004) ist ein thailändischer Fußballspieler.

## Karriere
Chatchai Boonnuk wurde im Sommer 2023 vom Drittligisten Sisaket United FC unter Vertrag genommen. Der Verein aus Sisaket spielte in der North/Eastern-Region der Liga. Am Ende der Saison wurde er mit dem Verein Meister der Region und stieg anschließend in die zweite Liga auf. In seiner ersten Saison bestritt er vier Drittligaspiele. Sein Zweitligadebüt gab Boonnuk am 22. Februar 2025 (26. Spieltag) im Auswärtsspiel gegen den Chonburi FC. Bei der 5:0-Niederlage wurde er in der 64. Minute für Phutchapong Namsrithan eingewechselt.

## Erfolge
Sisaket United FC
- Thai League 3 – North/East: 2023/24  ▲